# Temnosternus
Temnosternus es un género de escarabajos longicornios de la tribu Tmesisternini.

## Especies
- Temnosternus apicalis Pascoe, 1878
- Temnosternus catulus McKeown, 1942
- Temnosternus dissimilis Pascoe, 1859
- Temnosternus flavolineatus Breuning, 1939
- Temnosternus flavopunctulatus Breuning, 1966
- Temnosternus grossepunctatus Breuning, 1939
- Temnosternus mosaicus Slipinski & Escalona, 2013
- Temnosternus niveoscriptus McKeown, 1942
- Temnosternus ochreopictus (Breuning, 1961)
- Temnosternus pictus (Breuning, 1939)
- Temnosternus planiusculus White, 1855
- Temnosternus quadrituberculatus McKeown, 1942
- Temnosternus subtruncatus (Breuning, 1948)
- Temnosternus undulatus McKeown, 1942
- Temnosternus vitulus Pascoe, 1871